# Liste der Monuments historiques in Servin
Die Liste der Monuments historiques in Servin führt die Monuments historiques in der französischen Gemeinde Servin auf.

## Liste der Objekte
| Bezeichnung      | Beschreibung            | Standort                       | Kennzeichnung | Schutzstatus | Datum | Bild |
| ---------------- | ----------------------- | ------------------------------ | ------------- | ------------ | ----- | ---- |
| Weihwasserbecken | Bronze, 16. Jahrhundert | in der Kirche St-Pierre (Lage) | PM25001355    | Classé       | 1908  |      |
| Glocke           | Bronze, 1788 gegossen   | in der Kirche St-Pierre (Lage) | PM25001356    | Classé       | 1942  |      |